# Jan Frans Willems

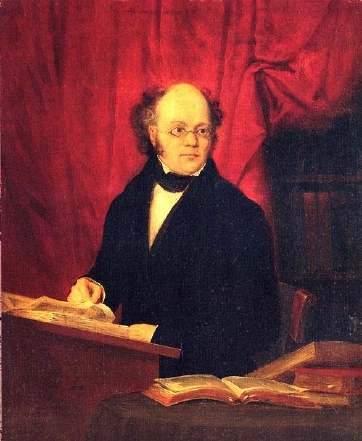
Jan Frans Willems

Joannes Franciscus (Jan Frans) Willems (Boechout, Oostenrijkse Nederlanden, 11 maart 1793 - Gent, Koninkrijk België, 24 juni 1846) was een Vlaams schrijver en prominent lid van de Vlaamse Beweging. Het Willemsfonds is naar hem genoemd.

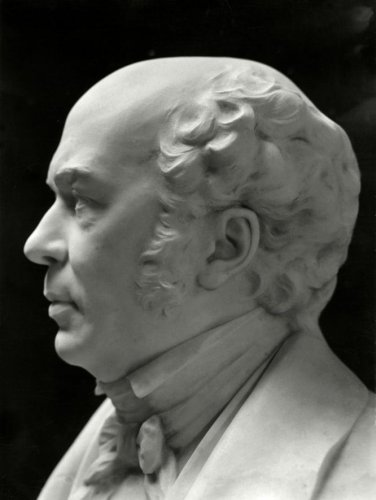
Beeld van Jan Frans Willems in Gent

## Kinder- en jeugdjaren
In zijn jeugd kwam Jan Frans Willems in contact met de welgestelde familie Bergmann en de ouders van Anton Bergmann, een Liers schrijver en advocaat. Deze familie wijdde hem in, in het Latijn, het zingen, het orgelspel en de dictie. De liberaal Bergmann bracht hem romantische idealen, vrijheidsliefde, liefde voor de (geschiedenis van de) moedertaal en een liberale levensbeschouwing bij. In 1809 begon Jan Frans Willems als notarisklerk in Antwerpen. In die periode startte hij met het schrijven en het uitgeven van pamfletten en historische geschriften.

## Taalpolitiek 1815-1830
De actieve politiek die het Nederlands in Vlaanderen moest bevorderen van koning Willem der Nederlanden zorgde ervoor dat Willems carrière maakte. Van 1816 tot 1821 werkte hij als adjunct-archivaris in het Antwerps stadsarchief en in 1819 werd hij lid van de Maatschappij der Nederlandse Letterkunde in Leiden. In 1821 bevorderde hij tot Ontvanger der Registratie voor Antwerpen. In 1827 werd hij lid van de Commissie voor de Rerum belgicarum scriptores, die als taak had kronieken over de geschiedenis van de Zuidelijke Nederlanden te publiceren. In 1830 kreeg hij een eredoctoraat in de wijsbegeerte en letteren van de Rijksuniversiteit Leuven. Als Zuid-Nederlander vond hij de moed zich zelfstandig op te stellen qua taal, letterkunde en geschiedenis.

## Belgische Revolutie
Na de Belgische opstand werd hij wellicht vanwege zijn orangistische sympathie overgeplaatst naar Eeklo. In 1835 werd hij in eer hersteld en kreeg hij de benoeming tot ontvanger der Registratie terug in Gent. Hoewel Willems zich na 1830 neerlegde bij de Belgische situatie, zag hij liever dat Vlaanderen en Nederland één bleven. Hij bleef werken aan de culturele eenheid en gaf de doorslag in de spellingoorlog, die van de taaleenheid van Vlaanderen en Nederland een feit maakte (bevestigd op het Grote Taalcongres van 1841). De spelling die in 1844 van kracht werd, droeg zijn naam: de Willems-spelling. In 1835 werd hij lid van de Koninklijke Academie van Wetenschappen. Als enig Nederlandstalig lid probeerde hij - tegen de verfransingspolitiek van de Belgische regering in - de Vlaamse literatuur en poëzie een plaats te geven. Willems slaagde erin de bescheiden Vlaamse initiatieven te coördineren en gaf zo de Vlaamse Beweging in het jonge België richting.

## Volgelingen
Jan Frans Willems kreeg een schare Vlaamse volgelingen:
- Philip Blommaert (1809-1871)
- Karel Lodewijk Ledeganck (1805-1847)
- Frans Rens (1805-1874)
- Ferdinand Augustijn Snellaert (1809-1872)
- Prudens Van Duyse (1804-1859)
- Julius Pieter Vuylsteke (1836-1903)

## Overlijden
Tijdens de Gentse Feesten op 24 juni 1846 wou de Rederijkerskamer De Fonteine (waarvan Willems ere-voorzitter was) in de Stadsschouwburg een benefietvoorstelling geven ten voordele de armen. Toen Willems die dag vernam dat de zaal was toegezegd aan een Duits gezelschap, stoof hij woedend naar het stadhuis, kreeg er een beroerte en stierf 's avonds in zijn woning op de Zandberg. In de gevel is nu een gedenkplaat ingemetseld. Hij werd begraven op het kerkhof buiten de Dampoort en op 20 juni 1848 overgebracht naar het nieuwe Campo Santo in Sint-Amandsberg waar Théodore-Joseph Canneel zijn grafmonument ontwierp.

## Werk

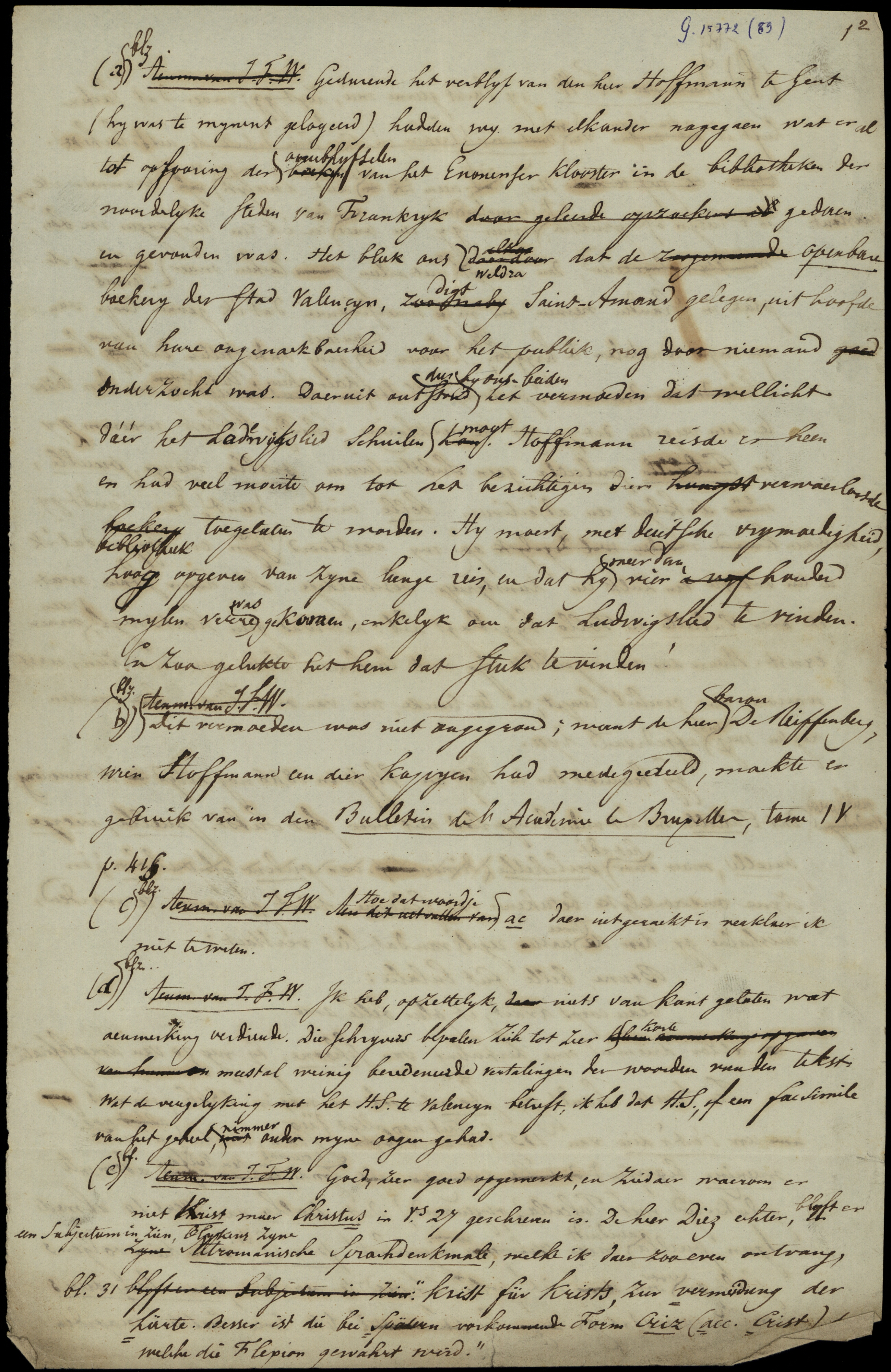
Briefwisseling en notities met betrekking tot het verzamelen van volksliederen. Geschreven door Jan Frans Willems, vermoedelijk rond 1840.

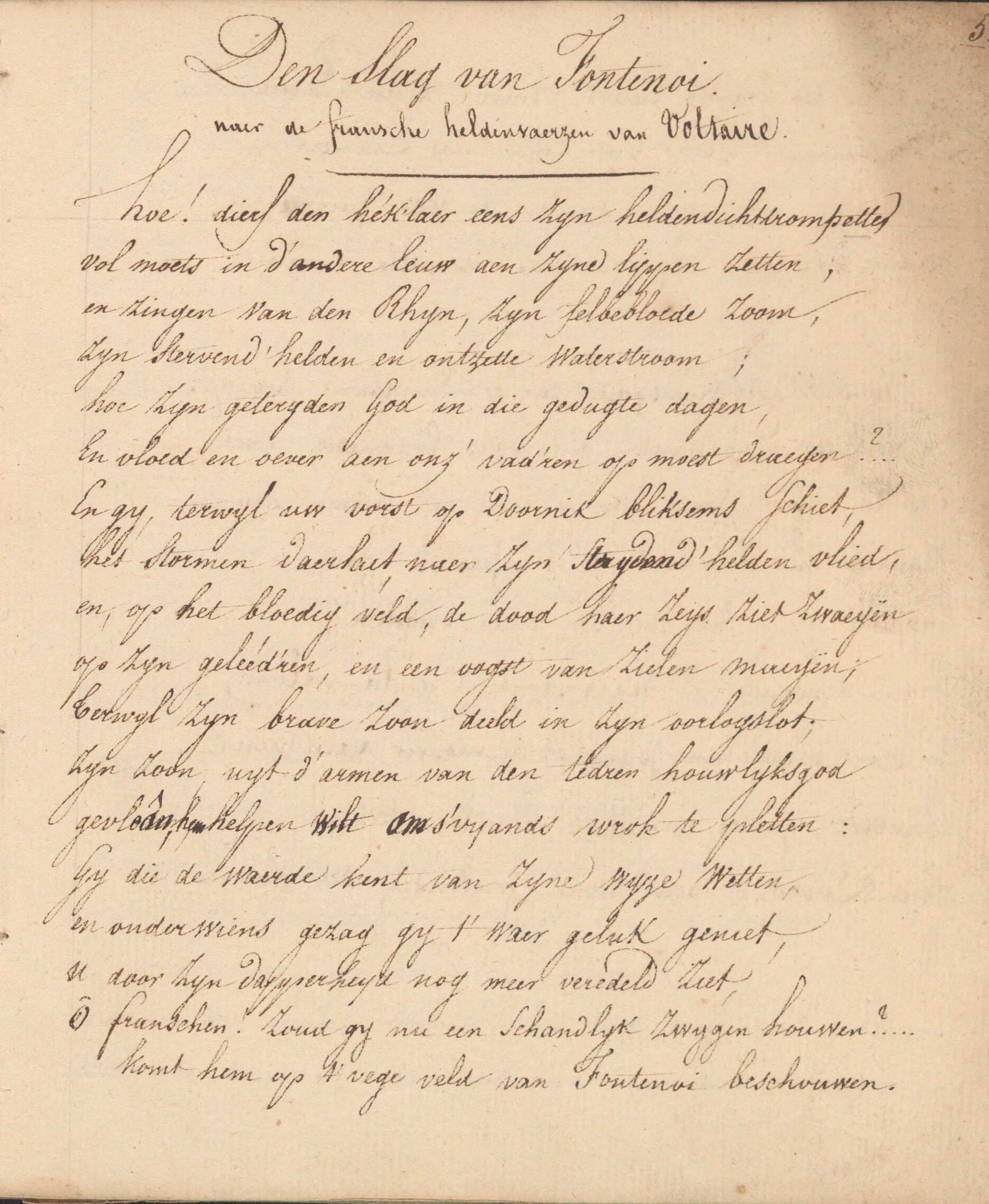
Fragment uit het manuscript Poëtische Werken, 1807-1815 van Jan Frans Willems.

Willems is bekend van toneelstukken zoals Den Rijken Antwerpenaer, Quinten Matsijs en zijn Nederlandse vertalingen van literaire en historische verhalen uit de Middeleeuwen en de rijmkronieken van Jan van Heelu. Postuum verscheen het boek Oude Vlaemsche Liederen met diverse kinder- en volksliedjes die tot op heden bekend zijn: Klein, klein kleutertje, Het reuzenlied ('Kere weer om, reusken, reusken'), Zeg kwezelken wilde gij dansen, Het loze vissertje en Wel Anne Marieken, waar gaat gij naar toe? Het heerken van Maldeghem, 't Smidje en Roza, willen we dansen? staan ook in de bundel en zijn later gecoverd door Kadril, Laïs en Rum. Om deze liederen te verzamelen schreef Willems heel wat brieven naar correspondenten en vervaardigde hij enkele notities. Deze zijn bewaard gebleven in de Universiteitsbibliotheek van Gent.
Verder:
- 1807: Willems debuteerde met Hekeldicht op den maire en municipaliteyt van Bouchout.
- 1812: Zijn Hymne aan het vaderland over den veldslag van Friedland en de daaropvolgende Vrede van Tilsit wordt bekroond.
- 1818: Met zijn gedicht 'Aen de Belgen - Aux Belges' van 1818 breekt hij door in Zuid-Nederlandse literaire kringen.
- 1834: Vertaalde als eerste Van den vos Reynaerde.
- 1844: Publiceerde Oude Vlaemsche Liederen.
- 1848: Postume uitgave tweede deel, Oude Vlaemsche Liederen ten deele met de melodieën, door zijn vriend F.A. Snellaert.

## Trivia
- In 1818 huwde hij Isabelle Marie Borrekens, een weduwe met twee kinderen. Het huwelijk werd gezegend met nog tien kinderen.
- Een aantal vrijzinnig-liberale Vlaamsgezinden richtten in 1851 in Gent het naar hem genoemde Willemsfonds op. Samen met het (socialistische) Vermeylenfonds en het (katholieke) Davidsfonds, speelde het een belangrijke rol in de Vlaamse Beweging.
- Er zijn in Vlaanderen straten naar hem genoemd o.a. in Aartselaar, Antwerpen, Boechout, Boom, Lier, Paal-Beringen en Vilvoorde. In Eeklo en in Kuurne is er een Jan Frans Willemsplein.
- Het Willemslied is een eerbetoon aan hem met tekst van Hendrik Claeys en muziek van Oscar Roels.